# Chalette-sur-Voire
Chalette-sur-Voire je francouzská obec v departementu Aube v regionu Grand Est. Žije zde 128 obyvatel.

## Geografie

### Sousední obce
| Růžice kompasu |                 | Aulnay             | Braux        | Růžice kompasu |
| Růžice kompasu | Magnicourt      | Sever              | Bétignicourt | Růžice kompasu |
| Růžice kompasu | Magnicourt      | Chalette-sur-Voire | Bétignicourt | Růžice kompasu |
| Růžice kompasu | Magnicourt      | Jih                | Bétignicourt | Růžice kompasu |
| Růžice kompasu | Molins-sur-Aube | Lesmont            |              | Růžice kompasu |